# ماه‌سنان
ماسنان روستایی در دهستان قهستان بخش قهستان شهرستان درمیان استان خراسان جنوبی ایران است. بر پایه سرشماری عمومی نفوس و مسکن در سال ۱۳۹۰ جمعیت این روستا ۱۴۲ نفر (در ۴۸ خانوار) بوده‌است.